# 弗若斯特沙利文
弗若斯特沙利文是一家商业咨询公司，业务范围涵盖跨行业的市场调研及分析、业务增长战略咨询及企业培训。总部位于美国加利福尼亚州，并且在六大洲拥有40个办事处。

## 历史
1961年由Dan L. Sullivan以及Lore A. Frost创办于美国纽约市。公司最初专注于与新技术、销售渠道以及商业趋势的相关研究。1972年成立企业培训部门，开始赞助会议及产业峰会，且在伦敦设立了办事处开始在美国以外地区的扩张。1982年公开上市，拥有910万美元的年度营收。1987年年度营收增长至1750万美元，净利润达到29万美元。Theodore Cross 收购了弗若斯特沙利文53%的股票。
1988年1月，与FAS收购有限公司（由Theodore Cross与Warburg Pincus Capital(华平投资)共同组建）的子公司合并，再次成为私营企业。1990年业务扩张至亚洲，在中国、日本、印度、新加坡设定办事处。1997年与M.A.I.D.（后被Dialog收购）成立一家合资企业，为其材料完成电子分销业务。2001年收购Technical Insights, 同年，在911事件纽约销售办事处被摧毀。在随后的金融危机中迫使弗若斯特沙利文在700名员工进行10%的裁员，随后复苏。2002年进一步扩大与Dialog的合作关系。